# August Geyder
August Friedrich Hermann Geyder (* 5. Februar 1808 in Hamburg; † 23. Februar 1874 in Breslau) war ein deutscher Rechtswissenschaftler, Übersetzer und Hochschullehrer.

## Leben
Geyder studierte ab 1825 Recht an den Universitäten in Breslau und Göttingen. Er habilitierte sich 1833 an der Universität Breslau. Anschließend lehrte er als Privatdozent Enzyklopädie, deutsches Privatrecht und die Geschichte des Privatrechts. Wann er zum Doktor promoviert wurde, ist unbekannt. Im Jahr 1843 wurde er aus eigenem Verschulden aus der Fakultät entlassen.
Geyder lebte im Anschluss durch die Unterstützung von Adeligen und durch Freunde und betätigte sich als Übersetzer.

## Werke (Auswahl)
- Die Vorrede der Distinctionen oder des vermehrten Sachsenspiegels, Breslau 1836.
- Reinhart Fuchs, Aderholz, Breslau 1844.
- Walther von Aquitanien. Eine altdeutsche Heldensage im Versmaße des Nibelungenliedes, Kern, Breslau 1854.

Übersetzungen
- Fernán Caballero: Die Möwe, 2 Bände, Max, Breslau 1860.
- Fernán Caballero: Lagrimas: ein Sittenroman aus der heutigen Zeit, 2 Bände, Max, Breslau 1860.
- Fernán Caballero: Clementia, Max, Breslau 1860.